# Anton Bergmann

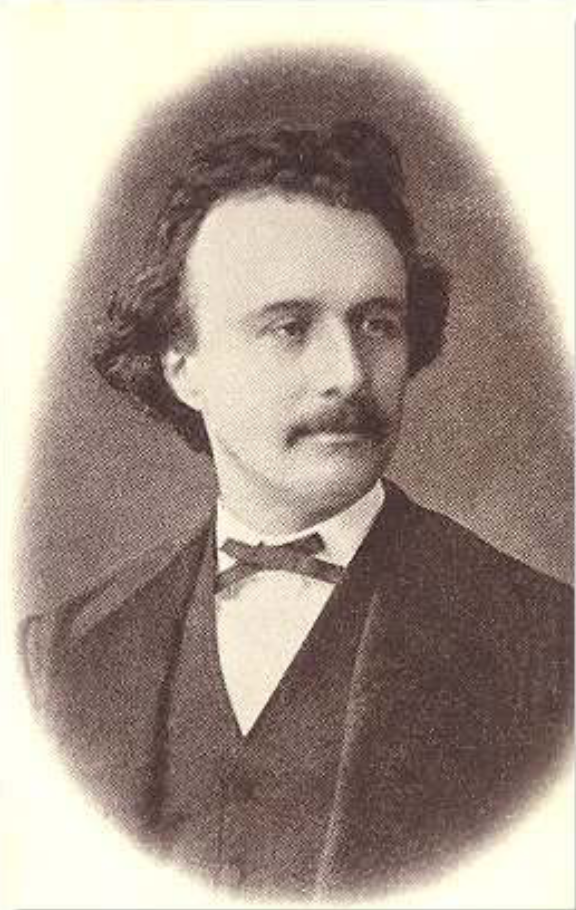
Anton Bergmann

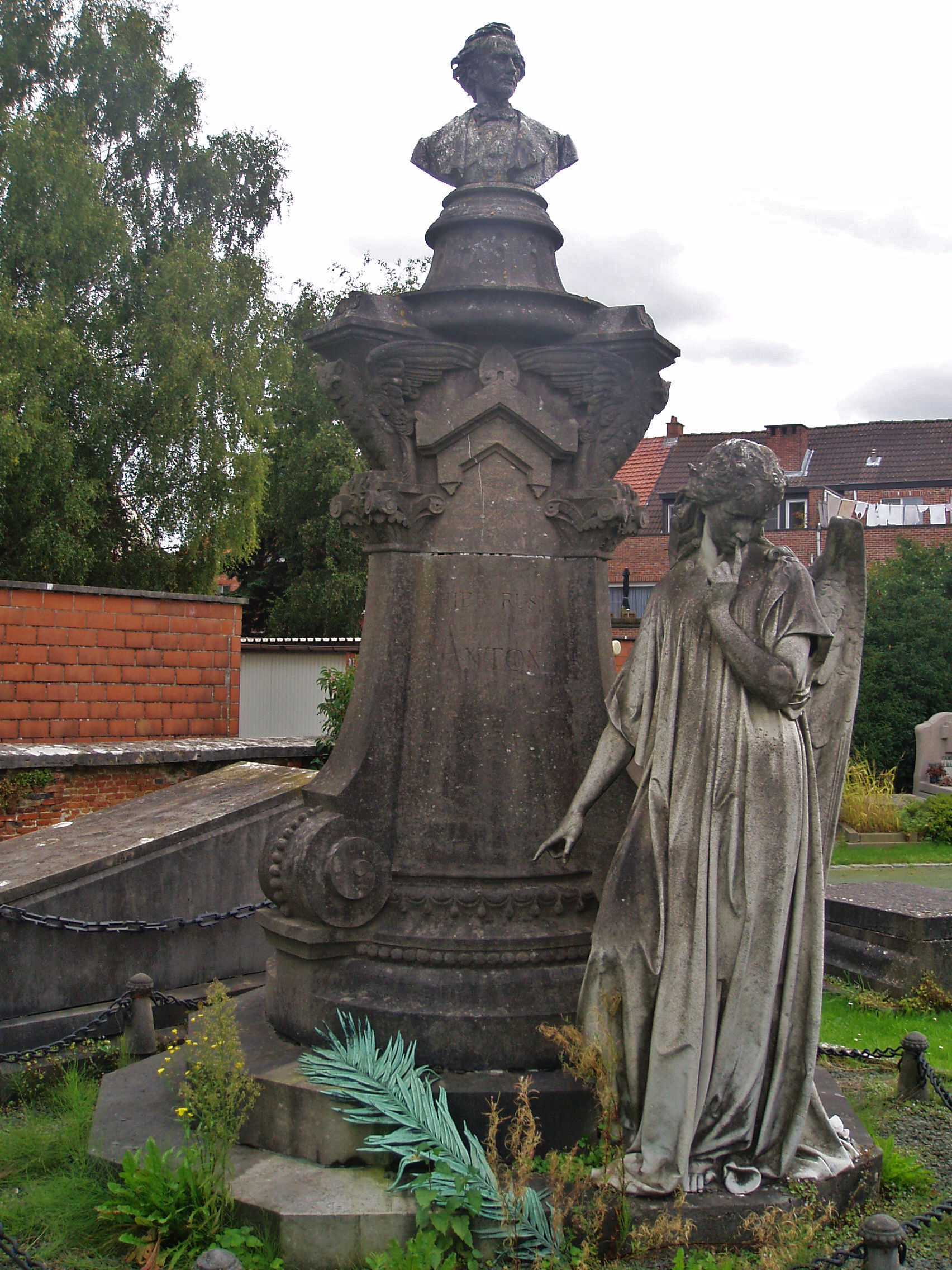
Grafmonument van Anton Bergmann, gemaakt door Joseph Willems.

Antonius Josephus Georgius Franciscus (Anton) Bergmann (Lier, 29 juni 1835 – aldaar, 21 januari 1874) was een Vlaams schrijver en advocaat.

## Biografie
In 1835 werd Anton Bergmann (ook Tony genoemd) geboren als zoon van de latere liberale burgemeester George Bergmann. Hij ging naar de lagere school in zijn geboortestad en volgde er ook de lagere Latijnse klassen aan het Lierse stadscollege.
In 1849 nam hij plaats op de banken van het stedelijk atheneum in Gent en ontpopte er zich als een groot liefhebber van de Nederlandse letteren. Samen met o.a. Julius Vuylsteke maakte hij deel uit van het romantisch-flamingant Taalminnend Studentengenootschap 't Zal wel gaan, een vereniging die de beoefening van de Nederlandse literatuur en de verdediging van het Nederlands tot doel had.
In 1853 ging hij studeren aan de Rijksuniversiteit van Gent en legde er in 1854 het examen in de Letteren en Wijsbegeerte af ter voorbereiding op een rechtenstudie. In april 1856 deed hij er kandidatuursexamen in de Rechten en in september kandidatuursexamen Notariaat. Dan volgde hij een aantal lessen aan de universiteit van Brussel, waar hij in april 1858 promoveerde tot doctor in de rechten.
In 1858 werd hij advocaat in Lier. Datzelfde jaar trouwde hij met Eliza Van Acker, dochter van een notaris. Ze gingen wonen in 'De Sevensterre' op de Grote Markt (nummer 33) in Lier. Ze kregen een dochter.
Hij stierf in 1874 op 38-jarige leeftijd aan de gevolgen van een borstkwaal. Zijn graf bevindt zich op het Oud Kerkhof aan de Mechelsesteenweg in Lier. Er staat een zuil op met een borstbeeld van hem, met ervoor een grote marmeren engel.

## Schrijver
Gedurende zijn korte leven was de liberale flamingant Bergmann een actief deelnemer aan de Nederlandse Taalcongressen en lid van talrijke verenigingen, zoals het Willemsfonds. Hij stichtte het weekblad De Lierenaer. Hij was lid van en leverde bijdragen aan verschillende literaire organisaties en tijdschriften. Tijdens zijn studie bleef hij geïnteresseerd in literatuur en geschiedenis. Tot 1857 had hij verschillende publicaties. Pas in 1870 zou hij deze draad weer opnemen. Zijn stijl wordt omschreven als realisme of poëtisch realisme.
Bij koninklijk besluit van 17 juni 1875 werd aan Anton Bergmann de vijfjaarlijkse Prijs voor Nederlandse Letterkunde voor het tijdvak 1870-1874 toegewezen.
Twee van zijn werken: Ernest Staas, advocaat. Schetsen en beelden en Geschiedenis der Stad Lier blijven tot vandaag gelezen en belangrijk. Van Ernest Staas verscheen in 1886 een eerste Franse vertaling en in 1901 een eerste Duitse.

## Erfenis
Verschillende zaken werden naar Anton Bergmann vernoemd:
- De Middenschool Anton Bergmann in Lier;[6]
- De Anton Bergmannlaan in Lier;[7]
- De Tonystraat, Bergmannstraat en Ernest Staasstraat in Den Haag;
- In 1898 werd aan de Lierse Stadsvesten een standbeeld onthuld, gemaakt door Frans Joris en met een huldetak gemaakt door Louis Van Boeckel.[8] Het standbeeld is een borstbeeld van Anton Bergmann, met aan de voet twee kinderen: Bertha en Ernest (soms verkeerdelijk benoemd als Bertha en Tony), hoofdfiguren uit “Ernest Staas”.[9] Hiervan werd ook een postkaart gemaakt.[10]
- Bij de inhuldiging van het standbeeld werd eveneens een gedenkpenning uitgegeven met daarop het hoofd van Anton Bergmann.[11]
- In het Timmermans-Opsomerhuis liggen verschillende brieven, uitgaven en dergelijke van Anton Bergmann.
- In 1964 werd het Fonds Tony Bergmann vzw opgericht, een vereniging met als doel financiële steun te bieden aan vrijzinnige studenten en vrijzinnige manifestaties in het Gentse.[12]

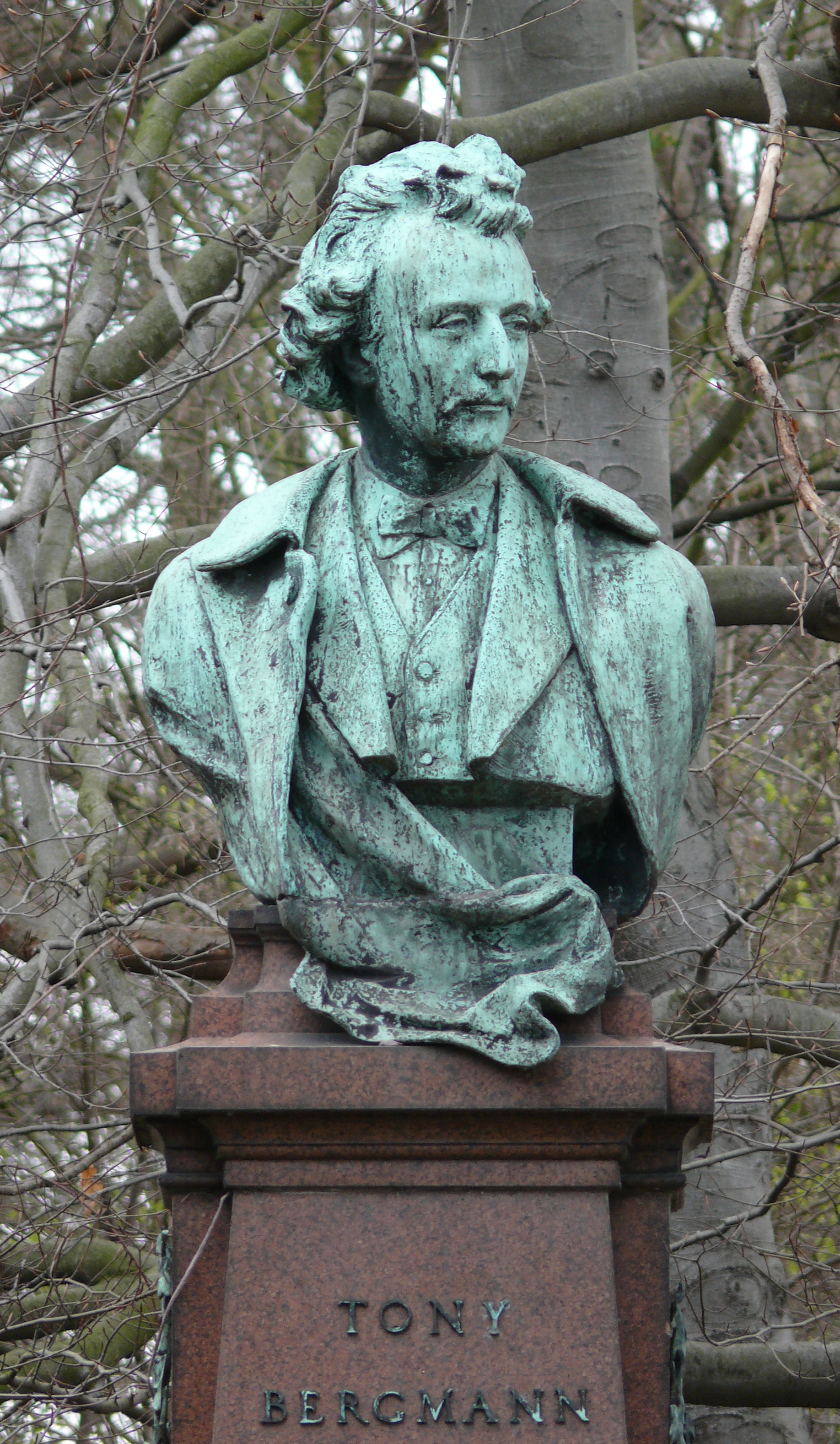
Standbeeld van Anton Bergmann
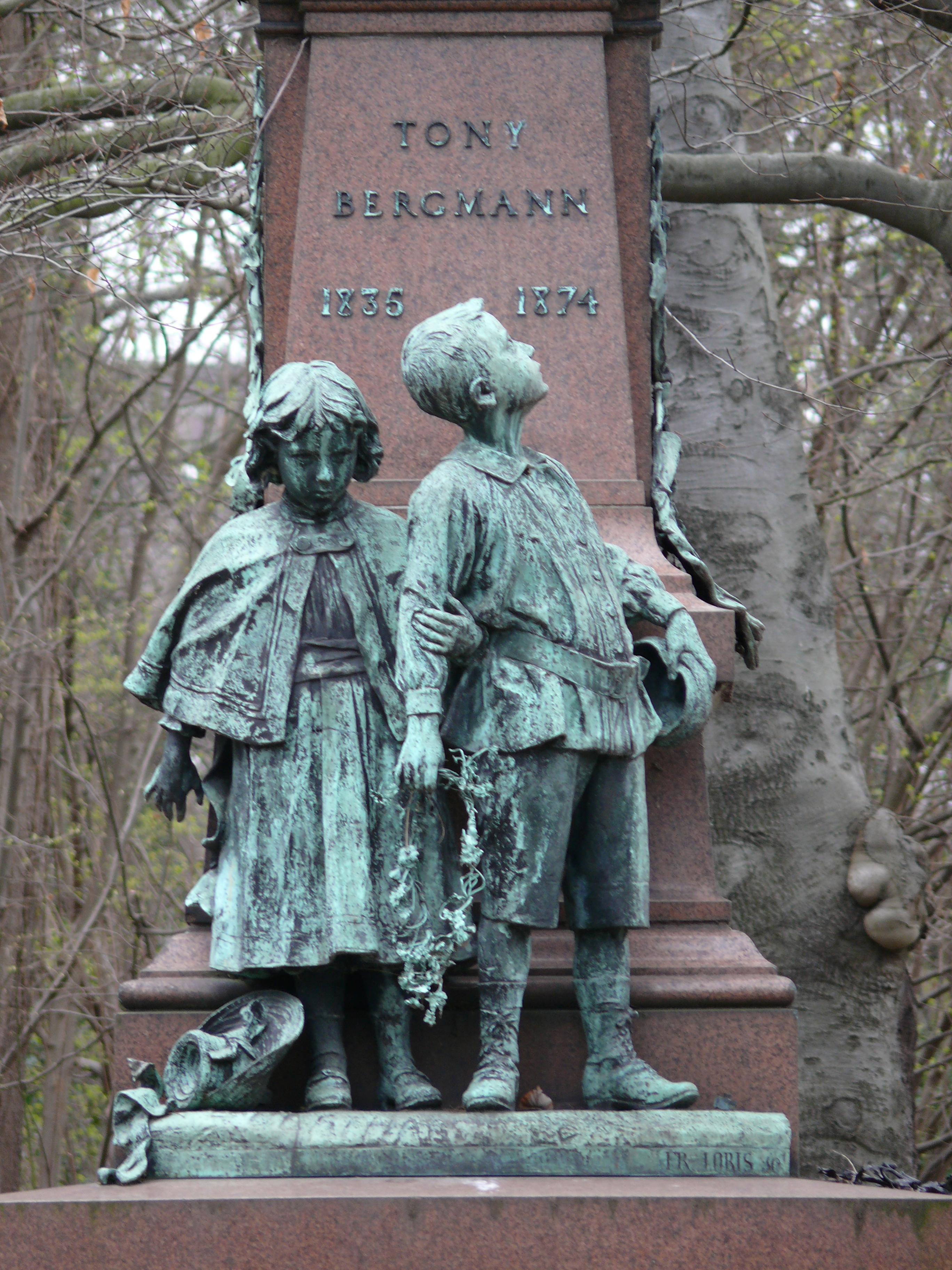
Bertha en Ernest aan de voet van het standbeeld

- Bibliothèque nationale de France: cb10691248v (data)
- CiNii: DA15825919
- Digitale Bibliotheek voor de Nederlandse Letteren: berg062
- Gemeinsame Normdatei: 13595665X
- International Standard Name Identifier: 0000 0001 0992 0207
- Library of Congress Control Number: nb90708032
- Nationale Bibliotheek van Israël: 987007286073405171
- Nederlandse Thesaurus van Auteursnamen: 06867869X
- Système universitaire de documentation: 112352235
- Virtual International Authority File: 79255371
- WorldCat: E39PBJqFMrDkrWT4X63Y3FBF8C